# باينيدا دي لا سايرا
بلدية باينيدا دي لا سايرا (بالإسبانية: Pineda de la Sierra)‏، هي إحدى بلديات مقاطعة برغش، التي تقع في منطقة قشتالة وليون، والتي تقع في شمال غرب إسبانيا.
يبلغ عدد سكانها 128 نسمة وفقاً لإحصائية سنة (2002).